# بدر مولى ريدان الصقلبي
بدر مولى ريدان الصقلبي الصيدلاني، من أهل قرطبة؛ يكنى: أبا الغصن من سراة الموالي. سمع معنا من العائذي، ورحل إلى المشرق رحلة أقام فيها أعواماً وحج حججاً وجاور بمكة.
فسمع من أبي الحسن الهمذاني، وأبي بكر الطرسوسي صاحب إبراهيم بن شيبان، والدينوري وغير واحد. وكان خيّرا عفيفاً، وله حظ من الأدب. توفي ليلة الأربعاء لأربع عشرة ليلة خلت من شوال سنة 390هـ. ودفن بمقبرة الربض صلاة العصر يوم الأربعاء.